# Giải Goya cho đạo diễn mới xuất sắc nhất
Giải Goya cho đạo diễn mới xuất sắc nhất là một giải Goya dành cho đạo diễn đầu tay của một phim được bầu chọn là xuất sắc nhất. Giải này được lập từ năm 1990.

## Các đạo diễn đoạt giải
| Năm  | Đạo diễn                        | Phim                                            |
| ---- | ------------------------------- | ----------------------------------------------- |
| 2011 | Kike Maíllo                     | Eva                                             |
| 2010 | David Pinillos                  | Bon appétit                                     |
| 2009 | Santiago A. Zannou              | El truco del manco                              |
| 2008 | Juan Antonio Bayona             | The Orphanage                                   |
| 2007 | Daniel Sánchez Arévalo          | Azuloscurocasinegro (Dark Blue Almost Black)    |
| 2006 | José Corbacho Juan Cruz         | Tapas                                           |
| 2005 | Pablo Malo                      | Frío sol de invierno                            |
| 2004 | Ángeles González Sinde          | La suerte dormida                               |
| 2003 | Julio Wallovits Roger Gual      | Smoking Room                                    |
| 2002 | Juan Carlos Fresnadillo         | Intacto                                         |
| 2001 | Achero Mañas                    | El Bola                                         |
| 2000 | Benito Zambrano                 | Solas                                           |
| 1999 | Santiago Segura                 | Torrente, el brazo tonto de la ley              |
| 1998 | Fernando León de Aranoa         | Familia                                         |
| 1997 | Alejandro Amenábar              | Tesis                                           |
| 1996 | Agustín Díaz Yanes              | Nadie hablará de nosotras cuando hayamos muerto |
| 1995 | La Cuadrilla - Aguilar y Guridi | Justino, un asesino de la tercera edad          |
| 1994 | Mariano Barroso                 | Mi hermano del alma                             |
| 1993 | Julio Médem                     | Vacas                                           |
| 1992 | Juanma Bajo Ulloa               | Alas de mariposa                                |
| 1991 | Rosa Vergés                     | Boom boom                                       |
| 1990 | Ana Díez                        | Ander eta Yul                                   |